# 尾鷲警察署
尾鷲警察署（おわせけいさつしょ）は、三重県警察が管轄する警察署の一つである。

## 概要
1970年（昭和45年）に尾鷲駅に近い尾鷲市古戸町に庁舎が完成した。しかし、半世紀以上が経過して老朽化したため、2024年度（令和6年度）から増築・改修工事に着手し、尾鷲市矢浜四丁目902-1の仮設庁舎に移転した。
2025年（令和7年）に古戸町で工事が進められていた新庁舎が完成し、2月10日に内覧会が開催され、2月17日から新庁舎の供用を開始することとなった。免許講習を行うための別棟も新設された。

## 所在地
- 三重県尾鷲市古戸町1-50

## 管轄区域
- 尾鷲市
- 北牟婁郡紀北町

## 沿革
- 1948年（昭和23年）3月：警察法施行により、国家地方警察紀北地区警察署が発足。
- 1954年（昭和29年）7月：紀北地区警察署を廃止、三重県警察の三重県尾鷲警察署が発足。
- 2005年（平成17年）10月11日：管内の北牟婁郡2町（海山町、紀伊長島町）が新設合併し、紀北町となったため、管轄区域市町村数が、1市2町から、1市1町になった。
- 2006年（平成18年）4月：赤羽警察官駐在所が廃止され、長島幹部交番に統合された。
- 2007年（平成19年）4月：大曽根警察官駐在所が廃止され、尾鷲駅前交番に統合された。

## 組織
- 会計課
  - 会計係
- 警務課
  - 警務係
  - 安全相談・被害者支援係
- 留置管理課
  - 留置管理係
- 生活安全課
  - 生活安全係
  - 少年係
  - 捜査係
- 地域課
  - 企画指導係
  - 事件指導・教養係
  - 地域係
  - 通信指令係
- 刑事課
  - 捜査庶務係
  - 捜査第一係
  - 捜査第二係
  - 鑑識係
- 交通課
  - 交通総務・規制係
  - 交通指導係
  - 交通捜査係
- 警備課
  - 警備係

## 幹部交番
| 幹部交番 | 自治体 | 所在地 |
| -------- | ------ | ------ |
| 紀伊長島 | 紀北町 | 東長島 |

## 交番
| 交番     | 自治体 | 所在地 |
| -------- | ------ | ------ |
| 尾鷲駅前 | 尾鷲市 | 中村町 |

## 警察官駐在所
| 警察官駐在所 | 自治体 | 所在地   |
| ------------ | ------ | -------- |
| 三木里       | 尾鷲市 | 三木里町 |
| 賀田         | 尾鷲市 | 賀田町   |
| 相賀         | 紀北町 | 相賀     |
| 引本         | 紀北町 | 引本浦   |
| 船津         | 紀北町 | 中里     |
| 島勝         | 紀北町 | 島勝浦   |
| 三野瀬       | 紀北町 | 三浦     |

### 廃止された警察官駐在所
- 紀北町 - 矢口（矢口浦）

## 周辺
- 中村山公園（中村山城址）
- 国道42号
- 尾鷲駅
- イオン尾鷲店